# Scalextric

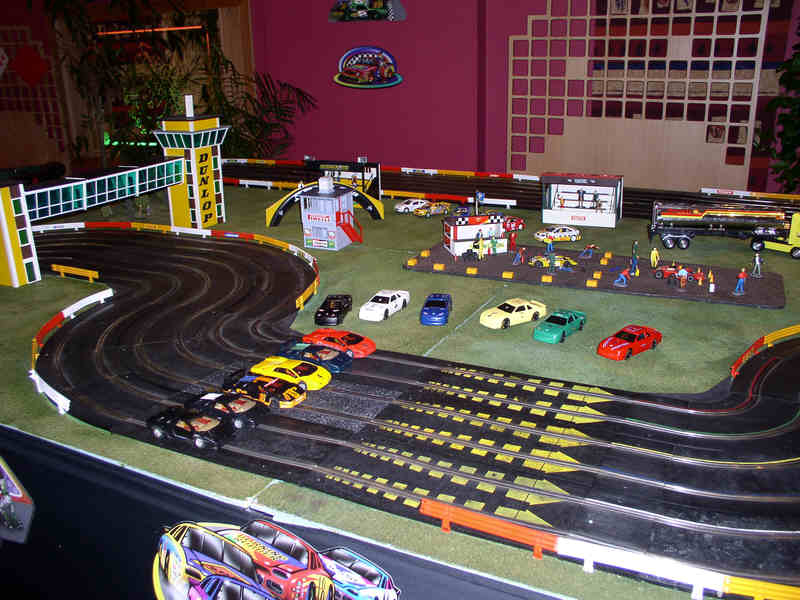
Circuit Scalextric.

Scalextric est une marque d'origine britannique de circuit routier électrique miniature, aujourd'hui exploitée par deux entreprises concurrentes, Hornby (société britannique) et Tecnitoys (société espagnole).

## Historique
En 1946, M. B. Francis crée une société de fabrication de jouets Minimodels Ltd et a l'idée de proposer des modèles réduits à moteur mécanique, guidés sur piste. Les modèles appelés Scalex sont présentés en 1952. C'est en 1956 qu'une version électrique sur piste-guide est mise au point. Présenté en 1957 sous le nom de Scalextric, ce circuit comporte des modèles  commandés par bouton-poussoir sur la piste, et à motorisation imparfaite.
La marque est proposée au groupe Tri-ang en 1958, qui perfectionne le système sous la forme que l'on connaît aujourd'hui : motorisation issue du train miniature et poids adaptés, commande par poignée ergonomique, piste modulaire.
Le premier coffret «Tri-ang Scalextric» en 1960 est un succès qui ne se démentira pratiquement plus.
Depuis les années 1960, l'échelle et la compatibilité des produits entre eux ont été conservés, mais dans le même temps ont évolué. D'une part les pistes analogiques standard ont été améliorées, et d'autre part l'apparition du numérique est venue révolutionner le jeu, en permettant aux voitures de changer de piste et de rouler ensemble, jusqu'à six sur la même piste.

## Les deux Scalextric
Entre-temps, la propriété de la marque aussi a évolué, ainsi que ses fabricants. Depuis 1997, deux entreprises se partagent la marque Scalextric, sur des territoires différents : Hornby et Tecnitoys.

### Hornby (Grande-Bretagne, Scalextric-Superslot)
Fabricant Anglais, Hornby est de nos jours propriétaire de la marque Scalextric pour l'ensemble du monde, sauf l'Espagne. C'est ainsi qu'en Espagne, pour des raisons historiques et de détention des droits, Hornby commercialise sa production sous la marque Superslot. Aussi appelée « Scalextric Sport », la gamme analogique moderne reste compatible avec l'ancienne gamme Scalextric « Classic » grâce à des rails adaptateurs. Même avec les options numériques, il est possible de mélanger des modèles Scalextric avec des modèles d'autres fabricants, à condition que les aiguillages et accessoires numériques (comptes-tours, etc ...) soient tous de la gamme Scalextric Digital.

### Tecnitoys (Espagne, Scalextric-SCX)
Fabricant espagnol, Tecnitoys vend ses produits dans le monde entier sous la marque SCX, mais en Espagne sous la marque Scalextric car il en détient les droits. Le risque de confusion est donc grand, d'autant plus que les deux gammes Scalextric ne sont pas totalement compatibles, surtout en version numérique. En analogique, il est possible de mixer les deux marques Scalextric (l'espagnole et l'anglaise), les gammes « Classic », « Sport » ou « Superslot », et SCX. En numérique, tout le système SCX digital est totalement spécifique et n'est pas compatible avec d'autres marques, ni même avec du SCX analogique; En effet, le fond de rail est spécifique, les attaches sont spécifiques, et même les véhicules (au niveau du guide) sont spécifiques.
Cette confusion autour de la marque Scalextric peut sembler étrange, mais elle est l'héritage de l'histoire. Scalextric produisait  principalement en Espagne à une certaine époque. Lors de la faillite de l'entreprise, celle-ci fut revendue en deux parties, d'un côté la partie anglaise, et de l'autre la partie espagnole, ce qui explique la coexistence des deux. Cette scission fut même à l'origine de la création d'une nouvelle marque indépendante, Ninco, par une équipe venant de Scalextric Espagne ayant à cette occasion lancé sa propre production.

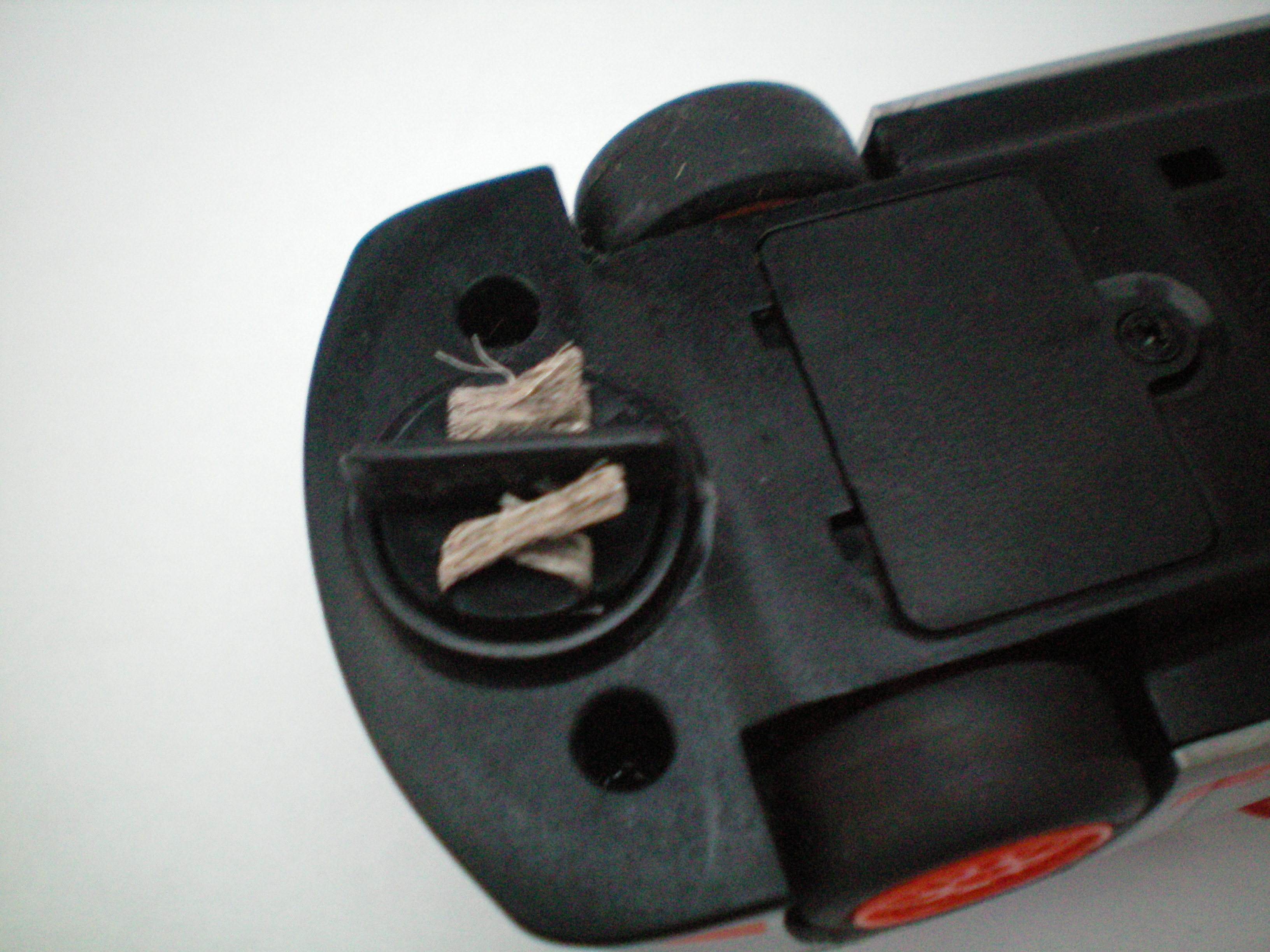
Brosses de captation électrique.
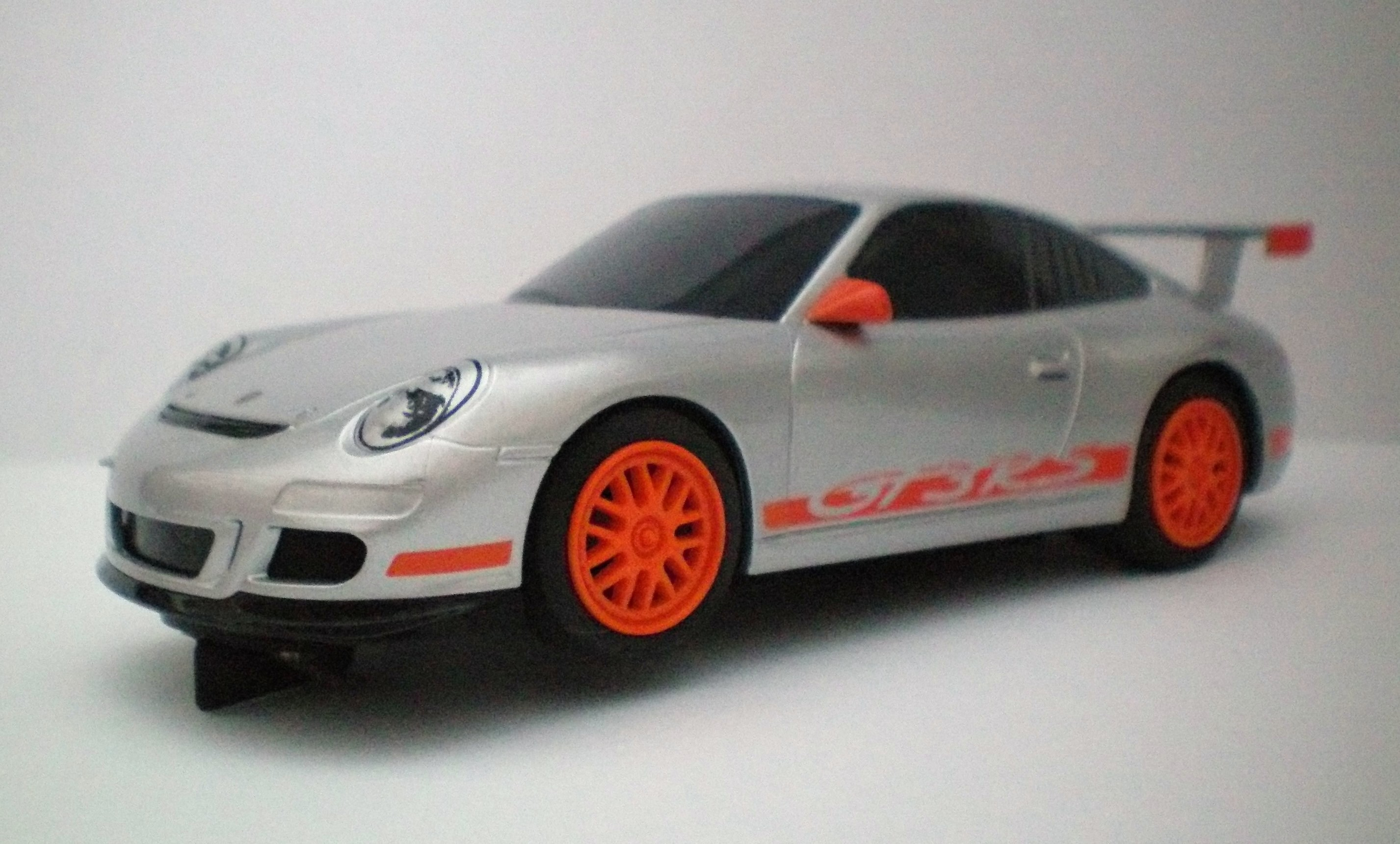
Modèle réduit de Porsche 997.
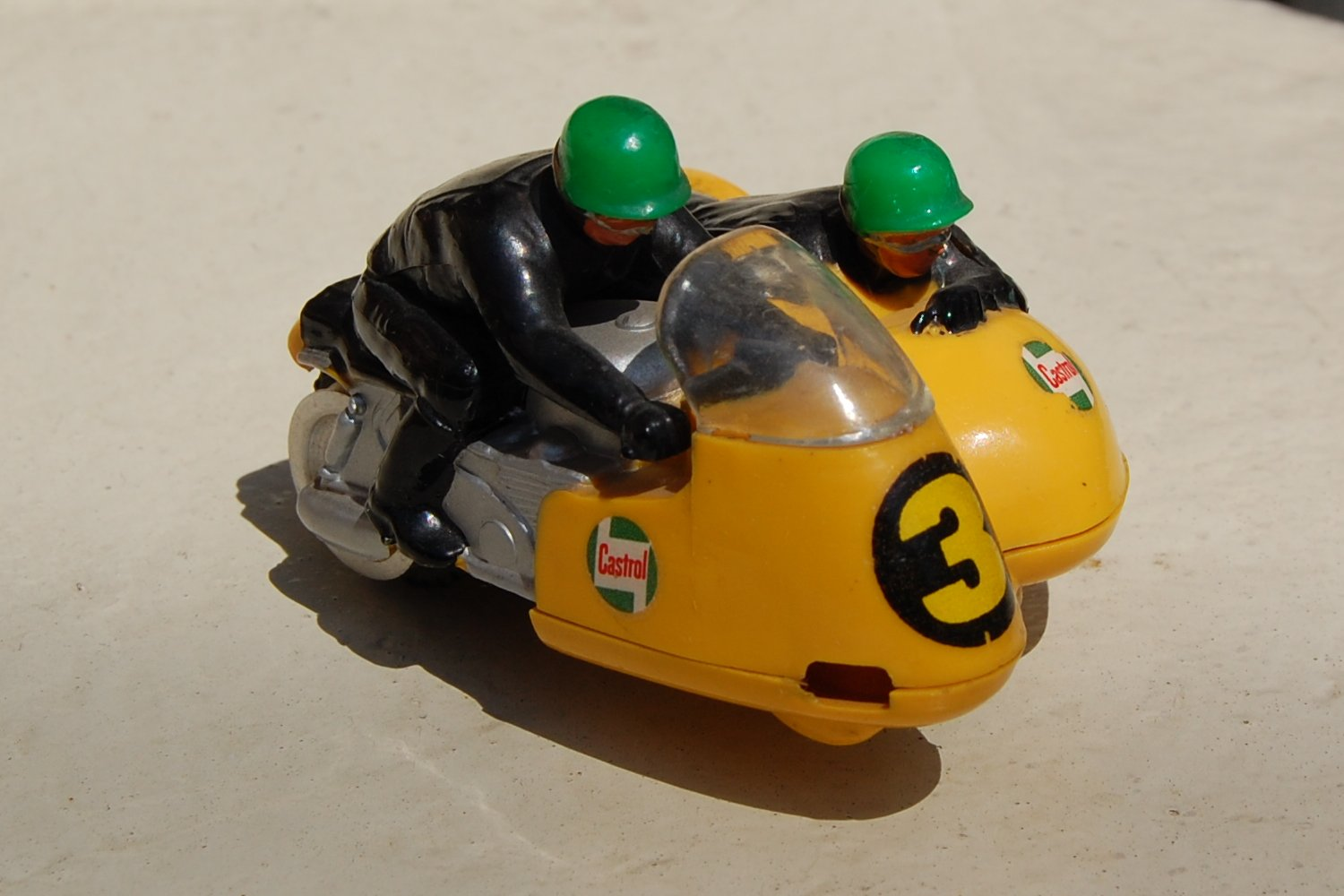
Modèle réduit de sidecar.

## Expression populaire
À Madrid, entre les années 1960 et 1970, le régime franquiste construit plusieurs autoponts afin de diminuer la congestion automobile. En raison de leur ressemblance physique avec les circuits routiers électriques, ils reçoivent le surnom de « scalextric ». Leur déconstruction commence au milieu des années 1980.